# Гіпотеза подвійного кодування інформації А. Пейвіо
Гіпотеза подвійного кодування або теорія пізнання, була висунута Алланом Пейвіо з Університету Західного Онтаріо (Лондон) в 1971 році. У розробці цієї гіпотези А. Пейвіо зосередив увагу на тому, що впливає на формування психічних образів під час навчання. За даними дослідника  є два шляхи через які людина може розширити знання вивченого матеріалу: словесні асоціації та візуальні образи.
Таким чином відповідно до гіпотези подвійного кодування, пізнання включає в себе діяльність двох окремих підсистем: вербальної, яка прямо спеціалізується на обробці мовної інформації, і невербальної (образної), яка призначена для немовних об'єктів і подій. Передбачається, що одиницями цих систем є внутрішні репрезентації, які називаються відповідно логогенами та імагенами, які активуються, коли людина розпізнає слова і об'єкти, маніпулює ними або просто думає про них. Репрезентації модально-специфічні, так що існують різні логогени та імагени, відповідні зоровим, слуховим, тактильним (кінестетичним) і руховим властивостям мови або об'єктів.
Репрезентації пов'язані з сенсорним входом і відповіддю на виході системи переробки інформації, а також один з одним і функціонують як незалежно, так і спільно, опосередкуючи вербальну чи невербальну поведінку. Репрезентації можуть усвідомлюватися у вигляді образного ряду і внутрішньої мови або не усвідомлюватися зовсім. Гіпотеза передбачає, що навіть у чисто мовному явищі зазвичай залучені відразу обидві системи. Вербальна система – необхідний гравець у всіх «мовних іграх», але лише в небагатьох її буває достатньо. В найцікавіших і найважливіших із них їй не обійтися без великої бази знань і мистецтва гри, яким володіє невербальна система. Невербальна система, навпаки, сама по собі не може грати в ці ігри, але зате вміє розкладати складні невербальні «пасьянси». У деяких завданнях домінує вербальна система (простий приклад – кросворди), в інших – невербальна образна система (наприклад, у складових головоломках-паззлах). Пізнання – мінлива мозаїка взаємодії цих двох систем, залежить від того, якою мірою вони розвиті.
Таким чином у гіпотезі подвійного кодування А. Пейвіо вносить спроби надати рівновагу вербальній і невербальній обробці. У 1986 р. він говорив: «Людське пізнання є унікальним в тому, що віно стає спеціалізованим для роботи одночасно з мовою і з невербальними об'єктами і подіями. Крім того, мовна система полягає в тому, що стосується безпосередньо мовного введення і виведення (у формі мовлення або письма) і одночасно подають символічні функції щодо невербальних об'єктів, подій і поведінок».
У цій гіпотезі виділяється три типи обробки:
- представницькі, прямої активації вербальних або невербальних уявлень;
- референціальні, активізація мовленнєвої системи невербальної системи або навпаки;
- асоціативна обробка, активізація уявлень в рамках однієї вербальної або невербальної системи.

Є два типи кодів: аналогові і символічні. Аналогові коди використовуються, щоб подумки уявляти образи. Аналогові коди зберігають основні особливості сприйняття чогось іншого, уявлення, що ми формуємо в нашій свідомості дуже схожі на фізичні подразники. Вони майже точне уявлення фізичних подразників які ми спостерігаємо в нашому середовищі, такі як дерева і річки.
Символічні коди використовуються для формування ментальних репрезентацій слів. Вони представляють собою щось концептуальне, а іноді, довільне, на відміну від перцептивних. Аналогічно годинник можуть представляти як інформацію у вигляді цифр для відображення часу, символічні коди представляти як інформацію у нашому розумі у вигляді довільних символів, таких як слова і поєднання слів, представити кілька ідей. Кожен символ (х, y, 1, 2, і т. д.) можна як завгодно уявляти для себе.
Гіпотеза подвійного кодування не була прийнята всіма. Джон Андерсон і Гордон Бауер запропонували альтернативний спосіб – пропозиційну теорію – про те, як знання подумки уявляється. Пропозиційна теорія стверджує, що ментальні репрезентації зберігаються у вигляді пропозиції, а не як образи. Тут, пропозиція визначається як значення, що лежить в основі відносин між поняттями. Ця теорія стверджує, що образи виникають в результаті інших когнітивних процесів, тому що знання не представлені у вигляді картинок, слів або символів.
Загальна теорія кодування була запропонована як альтернатива подвійної теорії кодування. Загальна теорія кодування дивиться на те, як речі, які ми бачимо і чуємо, пов'язані з нашою руховою діяльнстю. Віна стверджує, що є загальний код, який спільно сприймає предмети і відповідні рухові дії.
Основним дослідником гіпотези подвійного кодування є її автор – Аллан Пейвіо. Серед його праць найвідоміші такі: «Ментальні репрезентації» (1986 р.) та «Образи і вербальні процеси» (1971 р.). Також цією гіпотезою зацікавилися і інші дослідники. Так у співавторстві з Іеном Беггом у 1981 р. була написана книга «Психологія мови» та з Кларком Джонсом Морісом у 1991 р. «Теорія подвійного кодування і навчання. Психологія навчання».